# Calle San José (Oviedo)
La calle San José es una vía pública de la ciudad española de Oviedo.

## Descripción
La vía, que obtuvo su título actual en el siglo XVII por el colegio fundado por el arcediano Pedro Díaz de Oseja, se conoció hasta entonces como «calle de la Viña». Nace de la calle San Vicente a la altura de la Canóniga y discurre hasta Postigo Alto. Tiene cruce con Ildefonso Martínez y Ecce Homo. Aparece descrita en El libro de Oviedo (1887) de Fermín Canella y Secades con las siguientes palabras:

San José.—Antes de la Viña, tal vez por plantío de esta clase en aquel sitio soleado, como suena en documento de 1272 en la venta de un lagar en la Viña, bajo la cerca de San Isidoro. Cambió su nombre por el actual que es el de la advocación del Colegio fundado en el siglo XVII por el Arcediano Díaz de Oseja.—Ent.: Canóniga.—Conc.: Postigo alto.
(Canella y Secades, 1887, p. 125)